# El Paso moro Gitano (Vlak)
El Paso moro Gitano is een compositie voor harmonieorkest of fanfare of brassband van de Nederlandse componist Kees Vlak. Het is een van zijn Spaanse suites. De compositie bestaat uit drie delen: Pasa-calle, Dos Canciones en Paso-doble.